# Issertshof
Issertshof ist ein Ortsteil der Stadt Hennef (Sieg) im Rhein-Sieg-Kreis in Nordrhein-Westfalen. 

## Lage
Der Ort liegt in einer Höhe von 242 Metern über N.N. auf den Hängen des Westerwaldes, aber noch im Naturpark Bergisches Land. Nachbarorte sind Kraheck im Osten und Darscheid im Westen.

## Geschichte
1910 gab es in Issertshof die Haushalte Ackerer Heinrich Busch, Fabrikarbeiter Theodor Busch, Ackerer Barthel Schumacher, die Ackerer Christian und Wilhelm Sering sowie Ackerer Johann Arnold Welteroth.
Bis zum 1. August 1969 gehörte die Ortschaft Issertshof zur Gemeinde Uckerath. Im Rahmen der kommunalen Neugliederung des Raumes Bonn wurde Uckerath, damit auch der Ort Issertshof, der damals neuen amtsfreien Gemeinde „Hennef (Sieg)“ zugeordnet.